# BASEketball
BASEketball (en España: BASEketball: Muchas pelotas en juego) es una película de estilo parodia de deportes protagonizada por los creadores de South Park: Matt Stone, Trey Parker y Dian Bachar. Hace su aparición el grupo de música Reel Big Fish, con canciones como "Take on me", "Beer", entre otras.

## Sinopsis
Un buen día, Coop y Remer, unos amigos sin trabajo, deciden crear un nuevo deporte “puro e inocente”: el Baseketball, una mezcla de béisbol y baloncesto en el que puede jugar cualquiera, y en el que la mejor defensa es hacer que el lanzador pierda “las pelotas”. El genial invento se convierte rápidamente en el fenómeno nacional, y de la noche a la mañana los grandes clubs montan incluso una gran liga de profesionales a nivel nacional y mundial.
Incluso comienzan a aparecer equipos tan variados como los Milwaukee Beers, los Reos de Dallas los Tratantes de Miami, San Francisco Ferries, San Antonio Defenders, los Informantes de Nueva Jersey o los Roswell Aliens.
- Datos: Q266027